# Skuldebrev

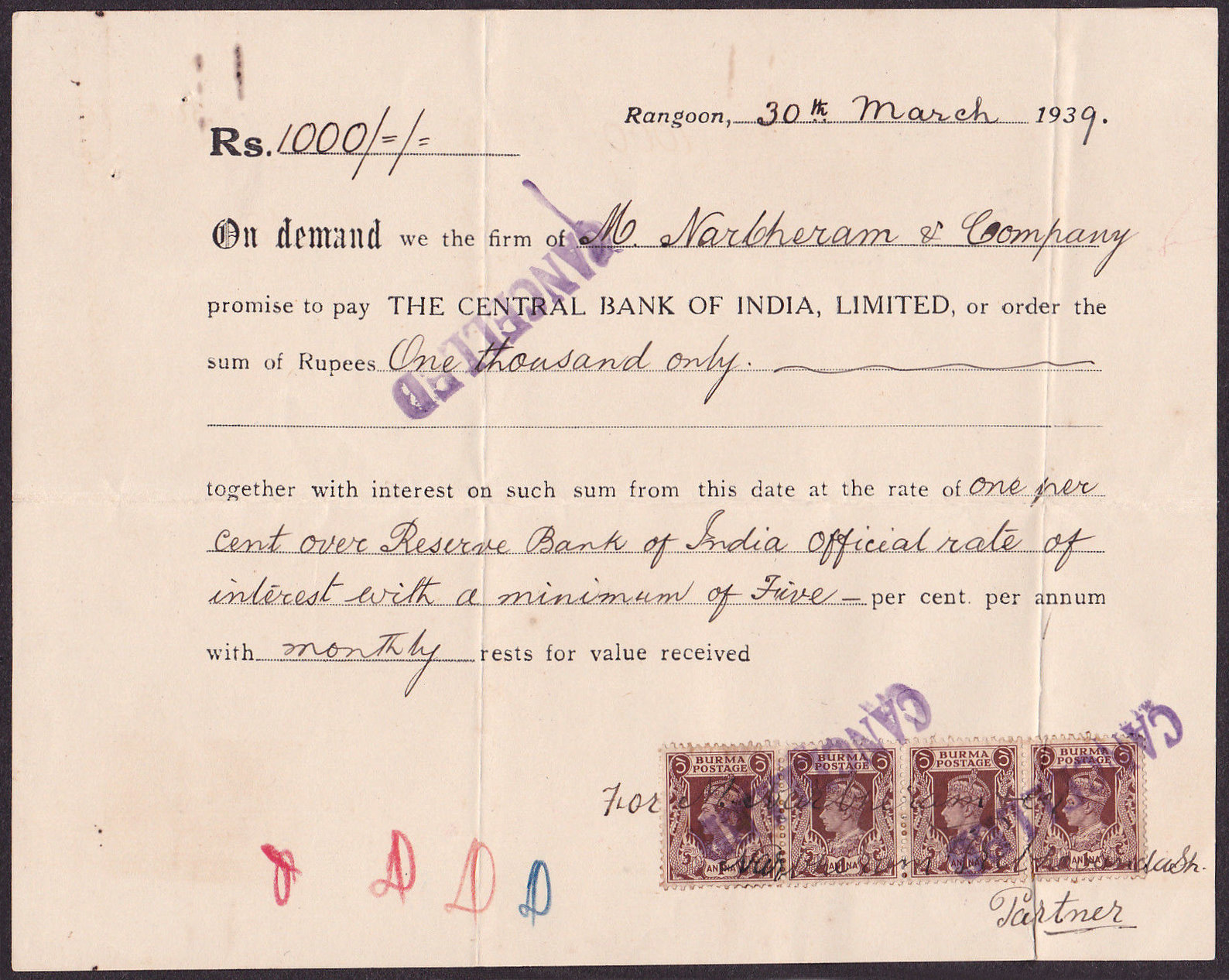
Skuldebrev utfärdat 1939 i Rangoon.

Ett skuldebrev eller revers är en skriftlig utfästelse att betala en penningsumma eller ett skriftligt erkännande av en penningskuld.
Även mycket enkla skriftliga utfästelser om erkännande av penningskuld av typ IOU (I owe you) är skuldebrev under förutsättning att de är undertecknade av den person som lånat.
Bankers löpande skuldebrev används normalt som allmänt accepterat betalningsmedel i ett land.

## Lagstiftning i Sverige
I Sverige regleras skuldebrev av Lag (1936:81) om skuldebrev. Exempel på skuldebrev är en revers, ett förlagsbevis eller en obligation men även bankböcker och kuponger för utbetalning av ränta eller aktieutdelning är i lagens mening skuldebrev. 
Skuldebreven indelas i enkla respektive löpande skuldebrev.
Ett enkelt skuldebrev är ställt till viss person. Trots detta kan ett enkelt skuldebrev överlåtas. Dock åtnjuter förvärvaren aldrig mer omfattande rätt än den överlåtaren njöt, vilket skiljer det enkla skuldebrevet från det löpande enligt 27 §. Vidare gäller överlåtelsen ej mot överlåtarens borgenärer om inte överlåtaren underrättat gäldenären härom enligt 31 §. Sådan underrättelse kallas denuntiation 29 §.
Reglerna om enkla skuldebrev tillämpas analogt på så kallade enkla fordringar där det finns en skuld men inget skuldebrev, till exempel fakturafordringar.
Löpande skuldebrev ger den godtroende förvärvaren ett starkare rättsligt skydd än enkla skuldebrev, varför de i normalfallet är lättare att omsätta och kallas löpande. Ett innehavarskuldebrev är ställt till innehavaren. Den som har det i händer på förfallodagen är berättigad att motta betalning. Ett orderskuldebrev är ställt till en given person eller order, vilket betyder att borgenärens påskrift är nödvändig för att överlåtelse skall komma till stånd. Dock kan borgenären överlåta ett orderskuldebrev till innehavararen. Utsätts inget namn är det överlåtet på innehavaren (se blanco-indossament).
Har fler personer undertecknat skuldebrevet, är de solidariskt ansvariga för att innehavaren får betalt.

### Ränta
Borgenären kräver normalt att gäldenären även ska betala ränta på skulden. Bestämmelser om hur ränta ska beräknas måste finnas i skuldebrevet. För lån till konsumenter finns kompletterande bestämmelser i Konsumentkreditlagen (1992:830), bland annat att den effektiva räntan måste anges.
Om gäldenären betalar för sent ska han dessutom betala dröjsmålsränta enligt räntelagen (1975:635),om inte annat har avtalats. Lagen innehåller ingen exakt gräns för hur hög räntan får vara. Oskäligt höga räntor kan även bli ogiltiga under åberopande av 36 § avtalslagen (1915:218).